# 奥山正司
奥山 正司（おくやま しょうじ、1947年 - ）は、日本の社会学者。東京経済大学現代法学部名誉教授。博士（社会福祉学）。専攻は社会福祉学、老年社会学。家族社会学の第一人者、、 森岡清美の弟子の一人。山形県新庄市出身。

## 経歴
- 中央大学文学部史学科卒業
- 成城大学大学院文学研究科修士課程 文学修士
- 成城大学大学院文学研究科博士課程 単位取得
- 一橋大学大学院社会学研究科博士課程 単位取得
- 1972-1995年 東京都老人総合研究所 主任研究員、デューク大学加齢・人間発達研究センター 客員主任研究員
- 1996年十文字学園女子大学社会情報学部 教授
- 農林水産省・農山漁村の高齢者中長期ビジョン懇談会委員
- 2000年東京経済大学現代法学部 教授
- 2017年4月、東京経済大学名誉教授授与[2]。

## 著書
- 『村落社会研究第26集 -農村における高齢化と農家高齢者の生活-』（村落社会研究会 1989年9月）
- 『社会福祉の現代的課題』（サイエンス社）
- 『高齢者福祉（新版）』（有斐閣）
- 『老人福祉論』（ミネルヴァ書房）
- 『大都市における高齢者の生活』(法政大学出版局)

## 主な論文
- 奥山正司「農村における投票行動」『農村生活研究』第20巻第1号、日本農村生活研究会、1976年5月、16-22頁、ISSN 0549-5202。
- 奥山正司「農家の変貌と老人の生活問題」『農村生活研究』第21巻第1号、日本農村生活研究会、1977年5月、37-40頁、ISSN 0549-5202。
- 奥山正司「医療の周辺 社会学(家族関係論)-老人と家族･1 家族とは」『病院』第39巻第11号、株式会社医学書院、1980年11月、964-965頁、doi:10.11477/mf.1541207304、ISSN 0385-2377。
- 奥山正司「医療の周辺 社会学(家族関係論)-老人と家族･6 過疎地の老人と家族」『病院』第40巻第4号、株式会社医学書院、1981年4月、324-325頁、doi:10.11477/mf.1541207442、ISSN 0385-2377。
- 奥山正司「介護保険制度下における農村の高齢者介護 : 主に東北農村の事例を通して」『現代法学』第9巻、東京経済大学 現代法学会、2005年3月、55-90頁、hdl:11150/325、ISSN 1345-9821。
- 奥山正司「大都市圏における子ども・孫・親戚とのサポートネットワーク : ひとり暮らし高齢者及び夫婦のみ世帯の高齢者を対象として」『現代法学』第11巻、東京経済大学 現代法学会、2006年3月、35-67頁、hdl:11150/348、ISSN 1345-9821。
- 奥山正司「高齢者家族の福祉社会学的研究 : 直系家族制から夫婦家族制への視座をふまえて」『現代法学』第28巻、東京経済大学現代法学会、2015年2月、11-29頁、hdl:11150/7647、ISSN 1345-9821。
- 奥山正司「一人暮らし高齢者世帯の急増と社会福祉・社会保障」『家族社会学研究』第28巻第2号、日本家族社会学会、2016年、109-110頁、doi:10.4234/jjoffamilysociology.28.109、ISSN 0916-328X。
- 奥山正司「社会老年学の推移と発展 : 自身の研究をふりかえって : 退任記念講義」『現代法学』第34巻、東京経済大学現代法学会、2018年2月、31-45頁、hdl:11150/11059、ISSN 1345-9821。

## 活動
- 日本老年社会科学会 監事
- 日本家族社会学会 監事
- 日本社会学会
- 日本社会福祉学会
- 米国老年学会
- 日本村落研究学会
- 日本地域福祉学会
- 家族問題研究会